# انوک کوفی آدو
انوک کوفی آدو (انگلیسی: Enoch Kofi Adu؛ زادهٔ ۱۴ سپتامبر ۱۹۹۰) بازیکن فوتبال اهل غنا است.
از باشگاه‌هایی که در آن بازی کرده است می‌توان به باشگاه فوتبال مالمو، باشگاه فوتبال استابک، باشگاه فوتبال نیس، باشگاه فوتبال کلوب بروژ، و باشگاه فوتبال نورشلان اشاره کرد.
وی همچنین در تیم‌های ملی فوتبال زیر ۱۷ سال غنا و غنا بازی کرده است.